# 강봉칠
강봉칠(1943년 11월 7일 ~ )은 조선민주주의인민공화국의 전직 축구 선수이다. 현역시절 포지션은 미드필더였다.